# Parapercis xanthozona
Parapercis xanthozona är en fiskart som först beskrevs av Bleeker, 1849.  Parapercis xanthozona ingår i släktet Parapercis och familjen Pinguipedidae. IUCN kategoriserar arten globalt som livskraftig. Inga underarter finns listade i Catalogue of Life.